# Buzura antecessa
Buzura antecessa là một loài bướm đêm trong họ Geometridae.